# Luftseilbahn Telêmaco Borba
Die Luftseilbahn Telêmaco Borba (portugiesisch Bonde Aéreo de Telêmaco Borba) ist eine Luftseilbahn in der brasilianischen Stadt Telêmaco Borba im Bundesstaat Paraná.
Errichtet wurde sie von der Firma Gutehoffnungshütte. Die 1959 eröffnete Seilbahn diente ursprünglich dazu, Angestellte und Anwohner zu einer Papierfabrik zu befördern. Von der Kabine bietet sich eine Aussicht auf die Stadt, den Tibagi-Fluss und die Klabin-Werke. Im Laufe ihres Bestehens hat die Seilbahn mehr als 54 Millionen Passagiere transportiert.

## Galerie

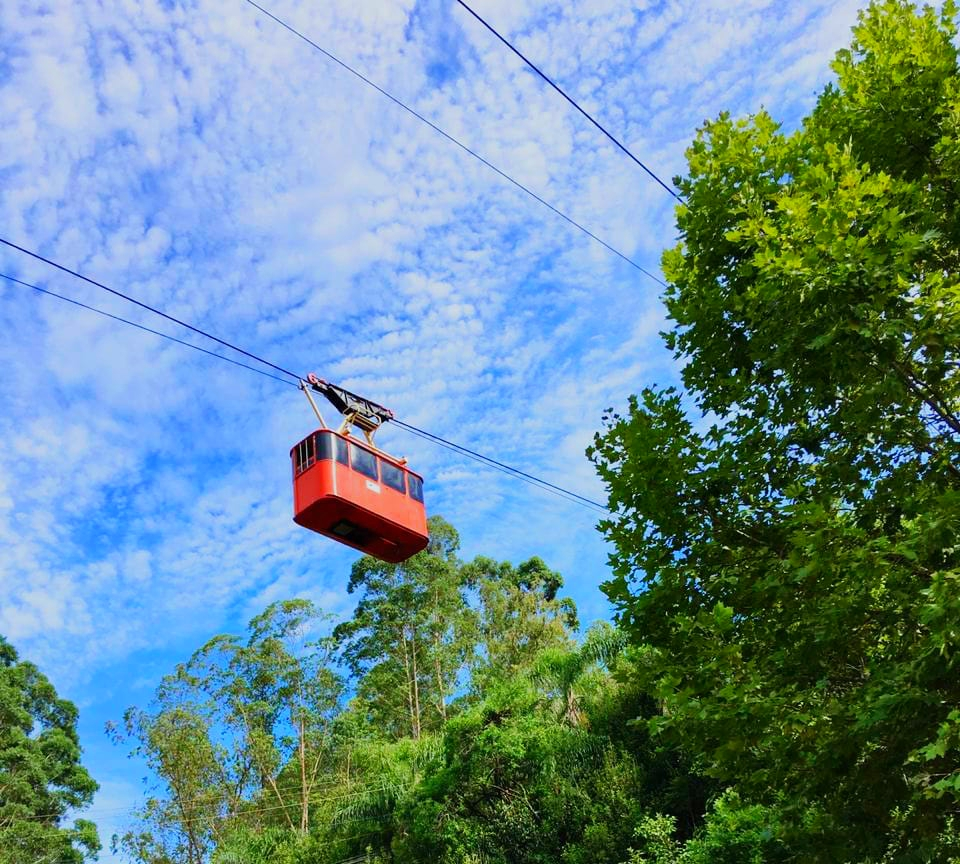
Luftseilbahn
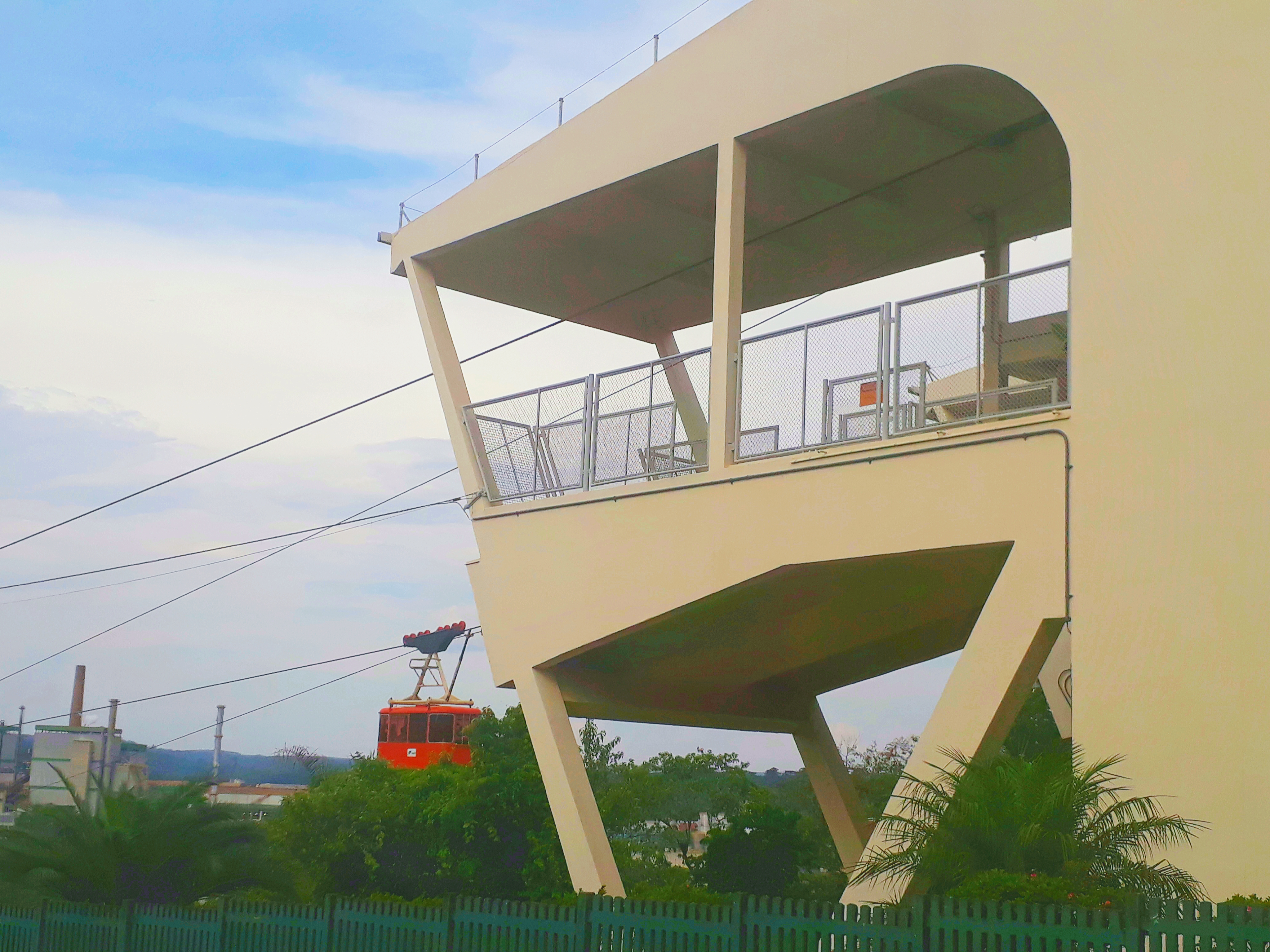
Bahnhof
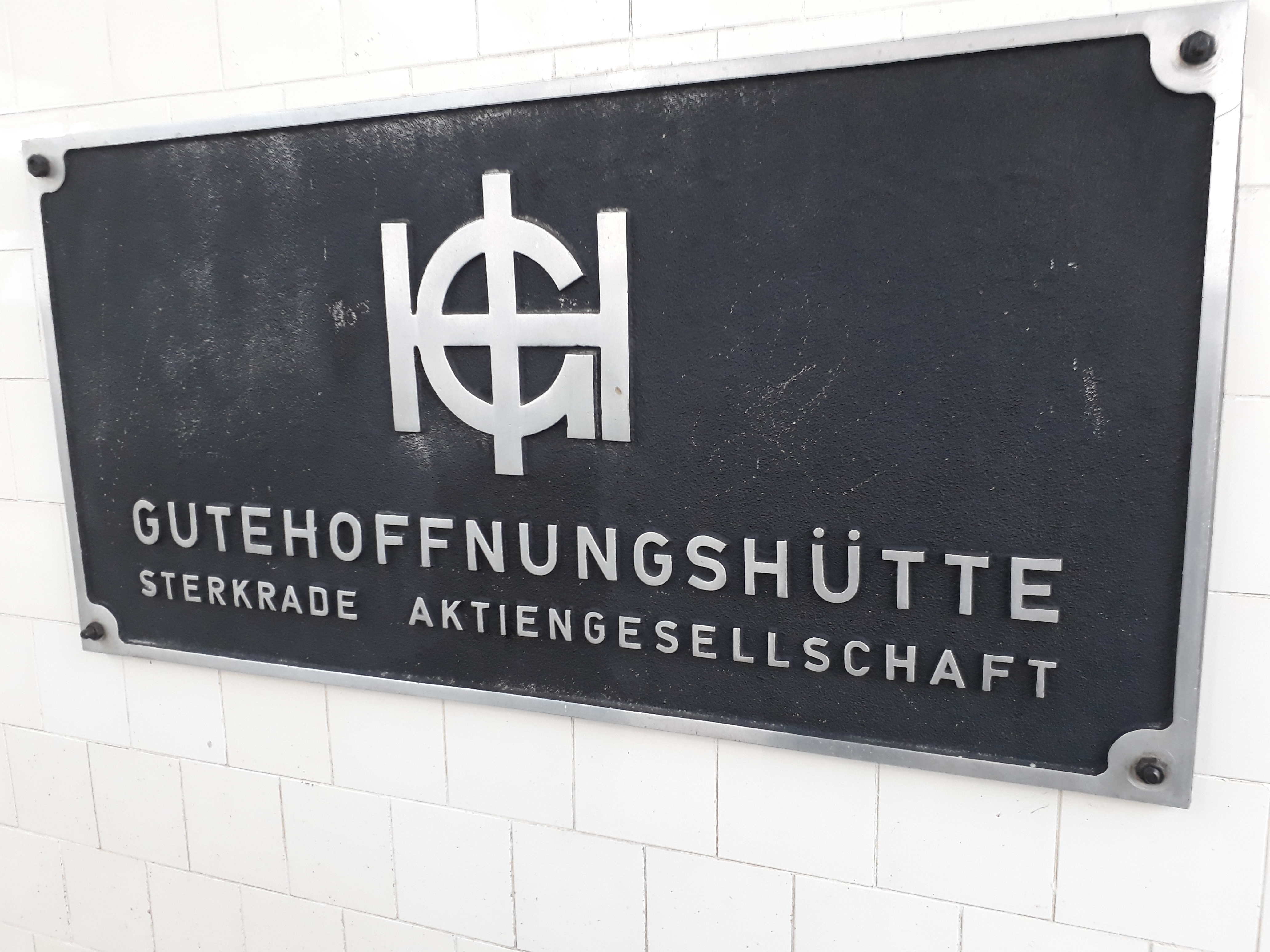
Zeichen der Baufirma